# Pirazinamide
La pirazinamide è un farmaco di prima scelta nella cura della tubercolosi (altri farmaci attivi sono la rifampicina e l'etambutolo). Il farmaco è altamente batteriostatico, ma può essere anche battericida per i batteri tubercolari che si replicano attivamente.

## Farmacocinetica
La pirazinamide è assorbita in maniera efficace se somministrata oralmente. Attraversa le meningi infiammate, per cui trova impiego nella terapia della meningite tubercolare. È metabolizzata dal fegato e i suoi metaboliti sono escreti dai reni. Attenzione a somministrare il farmaco in corso di insufficienza renale.

## Meccanismo d'azione
La pirazinamide entra nella cellula del micobatterio attraverso un trasporto attivo presente sulla membrana cellulare. Nel citoplasma del batterio è presente un enzima, detto Pirazina Amidasi, che converte la pirazinamide in acido pirazinoico. Avendo l'acido un gruppo carbossilico, al pH 7,4 del citoplasma, sarà deprotonato e quindi il protone viene rilasciato nell'ambiente cellulare, facendo sì che il pH citoplasmatico diventi acido. Il pH acido inattiva l'enzima FAS1 (Fatty Acid Sintase di tipo 1), un enzima vitale per la sintesi degli acidi grassi, e distrugge il batterio.

## Resistenze
Causa velocemente resistenza che può essere dovuta a:
- Modificazione aminoacidica dell'enzima amidasi
- Ridotta espressione delle amidasi
- Efflusso attivo della pirazinamide
- Blocco dell'ingresso attivo della pirazinamide

## Controindicazioni
Prima della sua somministrazione si deve controllare la funzionalità epatica (transaminasi), vanno quindi ripetuti controlli periodici ogni 2-4 settimane e ai primi segni di sofferenza del fegato la terapia va sospesa.
La pirazinamide viene rimossa dall'organismo tramite l'emodialisi in caso di intossicazione, quindi deve essere sempre somministrata dopo la sessione di dialisi nei pazienti che hanno bisogno di questa procedura medica.

## Effetti collaterali
Gli effetti collaterali più importanti sono l'iperuricemia e la tossicità epatica. Se si verifica iperuricemia la terapia va sospesa quando compaiono i segni di gotta o di artrite.